# Jenni Asserholt
Jenni Asserholt, född 8 april 1988 i Storå i Guldsmedshyttans församling, Lindesbergs kommun är en svensk ishockeyforward som spelar i HV71.
Asserholt började spela hockey vid sex års ålder och spelade länge med killar i moderklubben Guldsmedshytte SK. Hösten 2003 blev hon den tredje tjejen någonsin att spela i TV-pucken då hon blev uttagen i Örebros TV-pucklag. Under några år kombinerades spel i moderklubben med spel i Örebros damlag, men inför säsongen 2007/2008 värvades hon till Linköpings HC som då satsade kraftigt inför den kommande Riksserien. Efter endast en säsong i Linköping bytte hon till den amerikanska collegeligan för spel i Minnesota Duluth Bulldogs. Lika snabbt som hon lämnade, lika snabbt kom hon tillbaka till Sverige och Linköping när dåvarande förbundskaptenen Peter Elander ställde krav för att kunna konkurrera om platser till OS i Vancouver 2010. Efter ytterligare sex säsonger i Linköping bytte hon klubb till HV71 inför säsongen 2015/16. Där ska hon kombinera spel i Riksserien med kombinerad träning med herrar/juniorer i en annan förening.
2014 utsågs Asserholt till Sveriges bästa damhockeyspelare och tilldelades priset Årets hockeytjej av Ishockeyjournalisternas Kamratförening i samarbete med Svenska Ishockeyförbundet. Juryns motivering lyder:
Jenni Asserholt är en hårt arbetande forward, som ger allt i alla lägen.  Hon är en stor förebild, såväl på som utanför isen. Hon är alltid förberedd och visar alltid ledarskap.
Asserholt har fram till juni 2018 spelat 235 landskamper och deltagit i tre OS- och nio VM-turneringar med Damkronorna. Hon är lagkapten i landslaget och har som främsta meriter två SM-guld med Linköpings HC samt ett silver i Olympiska vinterspelen 2006 i Turin efter seger över USA i semifinalen.

## Hälsoproblem
2004 undergick Asserholt behandling för hennes astmasymptom, som vid den tiden orsakade besvär som andnöd. 2011 friskförklarades hon, men hon har berättat att sjukdomen orsakade känslighet för kall luft, särskilt i kalla ishallar.

## Meriter

### Svenska mästerskapen
- SM-guld 2014 med Linköpings HC
- SM-guld 2015 med Linköpings HC

### Europacupen
- Silver 2015 med Linköpings HC

### VM
- VM 2004: 4:a, Halifax, Kanada
- VM 2005: 3:a, Linköping, Sverige
- VM 2007: 3:a, Winnipeg, Kanada
- VM 2008: 5:a, Harbin, Kina
- VM 2009: 4:a, Tavastehus, Finland
- VM 2011: 5:a, Zürich, Schweiz
- VM 2012: 5:a, Burlington, USA
- VM 2013: 7:a, Ottawa, Kanada
- VM 2015: 5:a, Malmö, Sverige

### OS
- OS i Turin 2006: 2:a
- OS i Vancouver 2010: 4:a
- OS i Sotji 2014: 4:a

### Utmärkelser
- 2012 Bästa forward i Riksserien
- 2013 Årets Forward Dam (inofficiella hockeygalan)[12]
- 2014 Årets Forward Dam (inofficiella hockeygalan)[13]
- 2014 Mest Värdefulle Spelare SM-slutspelet
- 2014 Årets Hockeytjej[9]
- 2014 Årets Idrottskvinna (Topp100:s idrottsgala Linköping)[14]

## Klubbar
- Guldsmedshytte SK
- Örebro HK
- Linköpings HC, 2007-2008 samt 2009-2015
- Minnesota Duluth Bulldogs, 2008-2009
- HV71, 2015-